# Vimeo
Vimeo – amerykański serwis internetowy umożliwiający udostępnianie, edycję i emisję plików filmowych, funkcjonujący w modelu SaaS (Oprogramowanie jako usługa). Regulamin serwisu zabrania przesyłania plików komercyjnych (dopuszczalne z płatnego konta PRO), wideo z gier, pornografii lub jakiegokolwiek pliku nieutworzonego przez użytkownika. 

## Historia
Platforma została założona w listopadzie 2004 przez Jake'a Lodwicka i Zacha Kleina. Dwójka developerów stworzyła pierwszą wersję jako dodatkowy projekt, podczas gdy pracowali nad stroną CollegeHumor. 
Lodwick wymyślił nazwę, która stanowi grę słów opartą na wyrazach video i me (ang. „ja”), jako odniesienie do faktu udostępniania plików stworzonych wyłącznie przez użytkowników. W pierwszych latach liczba użytkowników serwisu rosła powoli, a założyciele nie inwestowali zbyt wiele w jego rozwój. Z dwóch głównych projektów realizowanych pod parasolem firmy Connected Ventures, strona College Humor miała znacznie większą popularność niż Vimeo.   
W sierpniu 2006 większość udziałów w Connected Ventures nabyta została przez IAC/InterActiveCorp. Dopiero po transakcji nabywcy zorientowali się, że „przypadkowo nabyli także serwis video”. Wydało im się to korzystne, szczególnie dwa miesiące po transakcji, kiedy Google przejął serwis YouTube za 1,65 miliarda dolarów.   
Od początku 2007 Lodwick i Klein zostali delegowani do pracy nad rozwojem Vimeo w pełnym wymiarze godzin. Lodwick został zwolniony z końcem 2007 roku.   
W grudniu 2013 serwis przyciągał ponad 100 milionów użytkowników miesięcznie, w tym ponad 22 miliony zarejestrowanych użytkowników. Wzrost popularności w dużej mierze przypisywany jest dostępnością narzędzi dla twórców profesjonalnych oraz możliwości zamieszczania długich filmów w wysokiej jakości.   

## Jakość materiałów
9 września 2007 roku Vimeo ogłosiło, że będzie obsługiwać filmy w jakości HD (720p), na ten czas był to pierwszy serwis pozwalający użytkownikom na oglądanie filmów w jakości HD. Po przesłaniu wszystkie filmy konwertowane były do 720/30p VP6 Flash video. Od sierpnia 2010 roku filmy są konwertowane do H.264, po to aby obsługiwać HTML5, użytkownicy nie posiadający płatnego konta mogą przesłać jedynie jeden film wyższej jakości na tydzień, kolejne filmy będą konwertowane do niższych jakości.

## Konta premium
16 października 2006 roku Vimeo ogłosiło wprowadzenie konta Vimeo Plus, kosztuje ono 60$ rocznie. Pozwala ono na przesłanie materiałów filmowych do 5GB/tydzień lub 260GB/rok, nie posiada ograniczenia przesyłania materiałów w wysokiej jakości, w przeciwieństwie do konta darmowego. Użytkownikom posiadającym płatne konta nie są wyświetlane reklamy ani banery, mają większą możliwość personalizacji wyglądu odtwarzacza, dokładniejszymi statystykami, brakiem limitu grup, kanałów oraz albumów, szybszym wsparciem technicznym. Filmy dostosowane są również do odtwarzania na urządzeniach mobilnych.
1 sierpnia 2011 roku, do serwisu wprowadzone zostało konto Vimeo PRO, jest ono przeznaczony dla użytkowników biznesowych oraz do wykorzystania komercyjnego. Limity to: 5GB materiału na tydzień oraz 1000GB materiałów HD / rok. Użytkownicy ci, oraz ich widzowie nie zobaczą reklam ani banerów. Pozwala również na Przesyłania materiałów VOD. Kosztuje 199$ rocznie.

## Cenzura
Serwis został zablokowany w następujących krajach:
- Chińska Republika Ludowa
- Tajlandia
- Turcja[9]
- Wietnam
- Indonezja